# Omar Cáceres

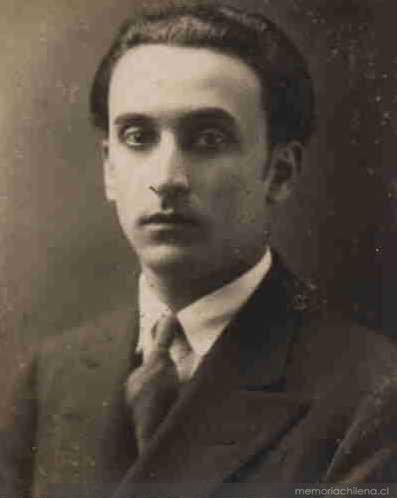
Omar Cáceres, 1943

Luis Omar Cáceres (* 5. Juli 1904 in Cauquenes; † 6. September 1943 in Renca) war ein chilenischer Lyriker.
Cáceres wuchs in den 1920er Jahren unter dem Einfluss von Lyrikern wie Pablo de Rokha und Ángel Cruchaga Santa María auf und befasste sich mit Literaturkritiken vor allem in der Zeitschrift Diario ilustrado. Einige Zeit engagierte er sich in der Kommunistischen Partei. Gedichte Cáceres’ erschienen 1931 in der Anthologie La poesía chilena moderna von Rubén Azócar und 1935 in der Antología de poesía chilena nueva von Volodia Teitelboim und Eduardo Anguita.
1934 erschien sein Gedichtband Defensa del ídolo. Verärgert über zahlreiche Druckfehler versuchte er, die gesamte Auflage zu vernichten. Nur einige Exemplare entgingen der Aktion und wurden die Grundlage neuer Auflagen des Werkes. Im September 1943 kam Cáceres unter bis heute ungeklärten Umständen ums Leben.